# Lauri Silvennoinen
Lauri Silvennoinen   (Kesälahti, 7 de novembre de 1916 - Lahti, 24 de desembre de 2004) fou un esquiador de fons finlandès que va competir durant la dècada de 1940.
El 1948 va prendre part en els Jocs Olímpics d'Hivern de Sankt Moritz, on guanyà la medalla de plata en la prova del 4 x 10 km del programa d'esquí de fons. Formà equip amb Teuvo Laukkanen, Sauli Rytky i August Kiuru.